# 아벨 다양체
대수기하학에서 아벨 다양체(Abel多樣體, 영어: Abelian variety) 또는 가환다양체(可換多樣體)는 아벨 군을 이루는 대수다양체다. 가환 리 군에 대응되는 대수기하학적 개념이다.

## 정의
대수적으로 닫힌 체 {\displaystyle k} 위의 아벨 다양체는 {\displaystyle k}에 대한, 대수군을 이루는 (기약 연결) 사영 대수다양체이다.
등원사상(等原寫像, 영어: isogeny 아이소제니[*])은 두 아벨 다양체 사이의, 핵이 유한 집합인 전사 군 준동형이다.:329 영어명 영어: isogeny 아이소제니[*]는 고대 그리스어: ἰσογενής 이소게네스[*](같은 종족·출신·종류의)에서 왔는데, 이는 등원사상이 아벨 다양체의 원점(군의 항등원)을 보존시키기 때문이다.
아벨 다양체의 극성화(極性化, 영어: polarization)는 다양체로부터 그 쌍대 다양체로의 등원사상이다. 주극성화(영어: principal polarization)는 동형사상인 극성화 (즉, 다양체로부터 그 쌍대 다양체로의 동형사상)이다. (주)극성화 아벨 다양체(영어: (principally) polarized Abelian variety)는 (주)극성화를 갖춘 아벨 다양체이다.

## 복소수체 위의 아벨 다양체

### 아벨 함수와 세타 함수
복소수 아벨 다양체 위의 유리형 함수를 아벨 함수(Abel函數, 영어: Abelian function)라고 한다. 즉, 이는 {\displaystyle g}개의 복소수 변수를 갖고, 모든 변수에 대하여 주기적인 유리형 함수이다. 이는 타원 함수의 고차원 일반화이다.
복소수 아벨 다양체 위의 해석적 선다발의 해석적 단면을 세타 함수라고 한다.

### 리만 조건
복소수체 {\displaystyle \mathbb {C} }에 대한 {\displaystyle g}차원 아벨 다양체는 해석적으로 원점을 갖춘 복소수 원환면
{\displaystyle V/\Lambda \cong T^{2g}}
이다. 여기서
- {\displaystyle V\cong \mathbb {C} ^{g}}는 {\displaystyle g}차원 복소수 벡터 공간이다.
- {\displaystyle \Lambda \subset V}는 {\displaystyle V} 속의 격자이다.

이러한 해석적 복소수 원환면 위의 리만 형식(Riemann形式, 영어: Riemann form) {\displaystyle h\colon V\times V\to \mathbb {C} }은 격자에 제한한다면 허수 성분은 정수인 반쌍선형 형식이다. 즉, 다음 조건들이 성립한다.
- (에르미트성) 임의의 {\displaystyle u,v\in V}에 대해, {\displaystyle \langle u,v\rangle ={\overline {\langle v,u\rangle }}}
- (반쌍선형성) 임의의 {\displaystyle \alpha ,\alpha '\in \mathbb {C} }, {\displaystyle u,v,v'\in V}에 대해, {\displaystyle \langle u,\alpha v+\alpha 'v'\rangle =\alpha \langle u,v\rangle +\alpha '\langle u,v'\rangle }
- (정부호성) 임의의 0이 아닌 {\displaystyle u\in V}에 대하여, {\displaystyle \langle u,u\rangle >0}이다.
- (정수성) 임의의 {\displaystyle u,v\in \Lambda }에 대하여, {\displaystyle \langle u,v\rangle \in \mathbb {R} +i\mathbb {Z} }이다.

그렇다면 복소수 원환면 {\displaystyle V/\Lambda }에 대하여 다음 두 조건이 서로 동치이다.
- {\displaystyle \mathbb {C} /\Lambda }는 아벨 다양체이다. 즉, 복소수 사영 공간으로 가는 매장이 존재한다.
- (리만 조건, Riemann條件, 영어: Riemann conditions) {\displaystyle \mathbb {C} /\Lambda } 위에 리만 형식이 존재한다.

리만 형식이 존재한다면, 이로 인하여 {\displaystyle (V/\Lambda ,h)}는 켈러 다양체를 이루며, 그 켈러 형식
{\displaystyle K={\frac {1}{2}}i(h-{\bar {h}})\in H^{2}(V/\Lambda ;\mathbb {Z} )\qquad (h(a,b)=\langle a,b\rangle )}
은 정수 계수 코호몰로지에 속한다. 따라서, 고다이라 매장 정리에 따라 {\displaystyle V/\Lambda }는 사영 대수다양체를 이룬다. 이 경우, 매장의 좌표는 구체적으로 {\displaystyle V} 위의 세타 함수들로 주어진다.
리만 조건은 여러 가지 방법으로 서술할 수 있다. 예를 들어, 에르미트 형식 {\displaystyle h}의 허수 부분
{\displaystyle Q=\operatorname {Im} h|_{\Lambda \times \Lambda }\colon \Lambda \times \Lambda \to \mathbb {Z} }
은 정수 행렬을 이루며, 이로부터 에르미트 형식 전체를 다음과 같이 복구할 수 있다.
{\displaystyle h(u,v)=iQ^{\mathbb {R} }(u,v)+Q^{\mathbb {R} }(iu,v)\qquad \forall u,v\in V}
여기서 {\displaystyle Q^{\mathbb {R} }\colon V\times V\to \mathbb {R} }는 {\displaystyle Q}의 실수 계수 선형 확대이다. 따라서, 리만 조건을 다음과 같이 쓸 수 있다.
- {\displaystyle \Lambda } 위의, 정수값의 반대칭 이차 형식 {\displaystyle Q}가 존재하며, 다음 두 조건이 성립한다.[2]:13–14
{\displaystyle Q^{\mathbb {R} }(iu,iv)=Q^{\mathbb {R} }(u,v)\qquad \forall u,v\in V}
{\displaystyle h(u,u)=Q^{\mathbb {R} }(iu,u)>0\forall u\in V\setminus \{0\}}

또는 이는 {\displaystyle Q^{\mathbb {R} }} 대신 {\displaystyle Q^{\mathbb {C} }}를 사용하여 다음과 같이 쓸 수 있다. {\displaystyle \Lambda \otimes _{\mathbb {Z} }\mathbb {C} =V\oplus {\bar {V}}}로 놓으면,
- {\displaystyle \Lambda } 위의, 정수값의 반대칭 이차 형식 {\displaystyle Q}가 존재하며, 다음 두 조건이 성립한다.[1]:327
{\displaystyle Q^{\mathbb {R} }(iu,iv)=Q^{\mathbb {R} }(u,v)\qquad \forall u,v\in V}
{\displaystyle h(u,u)=-iQ^{\mathbb {R} }(u,{\bar {u}})>0\forall u\in V\setminus \{0\}}

### 등원사상과 극성화
복소수체 위에서의 등원사상은 아벨 다양체를 정의하는 격자로서 다룰 수 있다. 두 아벨 다양체 {\displaystyle V/\Lambda }, {\displaystyle V/\Lambda '}에서 등원사상
{\displaystyle V/\Lambda \twoheadrightarrow V/\Lambda '}
이 주어졌다면, 이는 격자의 포함 관계 {\displaystyle \Lambda '\hookrightarrow \Lambda }와 같다. 즉, 이는 (격자를 자유 아벨 군으로 여길 때) 유한 지표 부분군으로 주어진다.
복소수체에 대한 아벨 다양체의 경우, 주극성화는 리만 형식의 동치류에 의하여 주어진다. 구체적으로, 두 리만 형식 {\displaystyle H,H'}이 양의 정수 {\displaystyle n,n'\in \mathbb {Z} ^{+}}이 존재해 {\displaystyle nH=n'H'}인 경우, {\displaystyle H\sim H'}으로 정의한다. 그렇다면 리만 형식의 동치류 {\displaystyle [H]}는 주극성화를 정의한다.

### 모듈러스 공간
복소수 {\displaystyle g}차원 주극성화 아벨 다양체의 모듈라이 공간 {\displaystyle {\mathcal {A}}_{g}}는 다음과 같다.
{\displaystyle {\mathcal {A}}_{g}=\operatorname {Sp} (2g;\mathbb {Z} )\backslash \operatorname {Sp} (2g;\mathbb {R} )/\operatorname {U} (g)}
여기서 {\displaystyle \operatorname {Sp} (2g;\mathbb {R} )}는 리만 형식을 보존하는 심플렉틱 변환들의 집합이고, {\displaystyle \operatorname {Sp} (2g;\mathbb {Z} )}는 리만 형식의 동치에 의하여 생성되는 군이다. 여기서 {\displaystyle \operatorname {Sp} (2g;\mathbb {R} )/\operatorname {U} (g)}를 지겔 상반평면(Siegel上半平面, 영어: Siegel upper half-plane)이라고 하는데, 이는 {\displaystyle g=1}일 경우 일반적인 복소수 상반평면이기 때문이다.
이는 복소수 {\displaystyle g(g+1)/2}차원 오비폴드이다. 모든 (대수다양체가 아닐 수 있는) 복소수 원환면들의 모듈러스 공간의 차원은 복소수 {\displaystyle g^{2}}차원이므로, {\displaystyle g>1}인 경우 거의 모든 복소수 원환면은 아벨 다양체가 아니다. 다만, {\displaystyle g=1}인 경우 (타원곡선) 모든 복소수 원환면은 대수적이다.
예를 들어, {\displaystyle g=1}인 경우 {\displaystyle \operatorname {Sp} (2;\mathbb {Z} )=\operatorname {PSL} (2;\mathbb {Z} )}는 모듈러 군이고,
{\displaystyle \operatorname {Sp} (2;\mathbb {R} )/\operatorname {U} (1)=\operatorname {PSL} (2;\mathbb {R} )/\operatorname {SO} (2)\cong \{z\mapsto az+b|a\in \mathbb {R} ^{+},b\in \mathbb {R} \}\cong \mathbb {H} }
는 (아핀) 복소수 상반평면이므로
{\displaystyle {\mathcal {A}}_{1}=\mathbb {H} /\operatorname {PSL} (2;\mathbb {Z} )}
는 복소수 타원 곡선의 모듈러스 공간이다.

## 예
아벨 다양체의 주된 예는 대수 곡선의 야코비 다양체 또는 일반적인 대수다양체의 피카르 다양체 및 알바네세 다양체이다. 1차원 아벨 다양체는 타원 곡선이라고 한다.

## 같이 보기
- 모티브 (수학)

## 참고 문헌
1. 1 2  Griffiths, Philip; Harris, Joseph (1994년 8월). 《Principles of algebraic geometry》. Wiley Classics Library (영어) 2판. Wiley. doi:10.1002/9781118032527. ISBN 978-0-471-05059-9. MR 1288523. Zbl 0836.14001.
2. ↑  Milne, J. S. (2008년 3월 16일). “Abelian varieties” (영어) 2.0판.

- Birkenhake, Christina; H. Lange (2004). 《Complex Abelian varieties》. Grundlehren der mathematischen Wissenschaften (영어) 302 2판. Springer. doi:10.1007/978-3-662-06307-1. ISBN 978-0-387-54747-3. Zbl 1056.14063.
- Mumford, David (2008). 《Abelian varieties》 (영어) 2판. Tata Institute of Fundamental Research. ISBN 978-81-85931-86-9. Zbl 1177.14001.
- Murty, V. Kumar (1993). 《Introduction to Abelian varieties》. CRM Monograph Series (영어) 3. American Mathematical Society/Centre de Recherches Mathématiques. ISBN 978-0-8218-1179-5. Zbl 0779.14013.
- Debarre, Olivier (2005). 《Complex Tori and Abelian Varieties》. SMF/AMS Texts and Monographs (영어) 11. American Mathematical Society/Société Mathématique de France. ISBN 978-0-8218-3165-6.